# David Giralt
David Giralt Agramonte, né le 28 juin 1959, est un athlète cubain, spécialiste du saut en longueur. Son record personnel est de 8,22 m obtenu en août 1979 à Montréal.
C’est le père de Arnie David Giralt, également athlète.

## Biographie

### Palmarès
| Date | Compétition                                      | Lieu           | Résultat | Performance |
| ---- | ------------------------------------------------ | -------------- | -------- | ----------- |
| 1977 | Championnats d'Amérique centrale et des Caraïbes | Xalapa         | 1er      | 7,96 m      |
| 1977 | Universiade d'été                                | Sofia          | 3e       | 7,92 m      |
| 1978 | Jeux d'Amérique centrale et des Caraïbes         | Medellín       | 1er      | 7,82 m      |
| 1979 | Jeux panaméricains                               | San Juan       | 2e       | 8,15 m      |
| 1979 | Coupe du monde des nations                       | Montréal       | 3e       | 8,22 m      |
| 1981 | Championnats d'Amérique centrale et des Caraïbes | Saint-Domingue | 2e       | 7,74 m      |

### Records personnels
Son record personnel est de 8,22 m obtenu en août 1979 à Montréal.